# قصة حب (فلم مصري)
قصة حب فيلم رومنسي مصري تم إنتاجه عام 2019.

## القصة
تدور الأحداث حول المهندس (يوسف)، الذي يحاول شقيقه دفعه للزواج، وأثناء ذلك يقع حادث لـ(يوسف) يفقده بصره، وبالصدفة في أحد الأيام يصطدم بالفتاة (جميلة)، التي تهتم به وترعاه فيما بعد، وتتعلق بحبه، لكن يبدو أنهما سيتعرضان لاختبار صعب، عندما يصبح على كل منهما أن يثبت حبه للآخر
ويتضح ان مع البطلة كانسر وتتوفى

## طاقم التمثيل
| - أحمد حاتم: يوسف - هنا الزاهد: جميلة - ياسر الطوبجي: إبراهيم - علا رشدي:ملك - حنان سليمان: أم جميلة | - أحمد سعد ميشو:صلاح - فرح يوسف:يمنى اخت يوسف - فراس سعيد:الطبيب - مؤمن نور:د. خالد - ميرال ميشيل:غادة | - أحمد عبد الهادي - رندا إبرهيم - سمير بدير - رندا إبراهيم: كوثر - خادمة جميلة |

- الأطفال: أدهم عبد الله - فاطيمة محمود